# Cantó de Cergy-2
El cantó de Cergy-2 és un cantó francès del departament de Val-d'Oise, situat al districte de Pontoise. Creat amb la reorganització cantonal del 2015.

## Municipis
- Boisemont
- Cergy (en part)
- Éragny
- Jouy-le-Moutier
- Neuville-sur-Oise